# Inez van Loon
Inez van Loon (Dordrecht) is een Nederlandse schrijfster van jeugdboeken.

## Biografie
Van Loon is sociologe/kindercriminologe en studeerde ook Oost-Aziatische kunstgeschiedenis en Chinees. Als kindercriminologe maar vooral als moeder van een skateboarder ergerde zij zich aan de negatieve publiciteit rond skateboarders. Dit was de directe aanleiding om de serie Skatewise te schrijven. Skatewise is wereldwijd de eerste serie avonturenverhalen over een groepje skateboarders. In de verhalen wordt een positief beeld gegeven van hoe de meeste skateboarders met elkaar en "hun sport" omgaan. Skatespotting en Switchflip werden vertaald in het Deens.
Van Loon schrijft tegenwoordig historische boeken:
- Twee meisjes en het geluk vertelt het verhaal van Lin, die in het Chinatown van nu in Amsterdam woont en Mei, haar overgrootmoeder die opgroeit in een pottenbakkersfamilie op het platteland van het Oude China. Het boek geeft veel informatie over de Chinese cultuur.
- Lara gaat over een meisje dat opgroeit in het Rusland van 1932 maar vertelt ook het verhaal van Olga Romanov, de oudste dochter van de laatste tsaar.
- Mijn zusje gaat over Perla, een Sintimeisje dat samen met haar familie in woonwagens rondtrekt wanneer de Tweede Wereldoorlog uitbreekt.
- Anna's grote reis is geïnspireerd op het waargebeurde verhaal van Anna Abrahamsz. In 1847 ging zij met haar moeder en zusjes mee op het schip van haar vader, een koopvaardijkapitein, naar Nederlands-Indië.
- Mathilde, ik kom je halen is gebaseerd op het levensverhaal van de grootmoeder van de schrijfster. In 1900 deed zij kinderarbeid op de steenbakkerijen in de Rupelstreek.
- Sara's walkabout gaat over de vriendschap van een Nederlands emigrantenmeisje en een Aboriginaljongen. Het verhaal speelt zich af in Australië, 1959
- De voorlezer van de sultan vertelt over de vriendschap van Lilit en Bilal, en hun zoektocht naar vrijheid aan het einde van het Ottomaanse Rijk.
- Yash! gaat over de zoektocht van een Indiase jongen naar zijn vader die als contractarbeider naar Suriname is vertrokken. Het verhaal speelt in 1906.

## Boeken
Skatewise-serie:
- Skatespotting (nov. 2009)
- Switchflip (jan. 2010)
- SlideSs (maart 2011)
- Street (2012)
- Speed (2013)

Historische boeken:
- Twee meisjes en het geluk (2010)
- Lara (2013)
- Mijn zusje (2015) Longlist Thea Beckmanprijs 2017 en shortlist Kleine Cervantes 2017
- Anna's grote reis (2016) De Jonge Beckman 2018, van de kinderjury van de Thea Beckmanprijs
- Mathilde, ik kom je halen (2018). White Raven 2019, een selectie van bijzondere kinder- en jeugdboeken van over de hele wereld, gemaakt door de Internationale Jugendbibliothek in München; genomineerd voor prijs van de Jonge Jury 2019; shortlist Thea Beckmanprijs 2020; vertaling in Kazachstan 2022
- Sara's walkabout (mei 2020)
- De voorlezer van de sultan (maart 2022); Winnaar De Kleine Cervantes 2024 (de jeugdliteratuurprijs van de stad Gent)
- Yash! (november 2023) Longlist Thea Beckmanprijs 2025[2]